# Contea di Coonamble
La contea di Coonamble è una Local Government Area che si trova nel Nuovo Galles del Sud. Essa si estende su una superficie di 9.926 chilometri quadrati e ha una popolazione di 4.314 abitanti. La sede del consiglio si trova a Coonamble.